# ГЕС Осейдж
ГЕС Осейдж — гідроелектростанція у штаті Міссурі (Сполучені Штати Америки). Знаходячись після ГЕС-ГАЕС Гаррі С. Трумен, становить нижній ступінь каскаду на річці Осейдж, правій притоці Міссурі (найбільша права притока Міссісіпі).
У межах проекту річку перекрили бетонною гравітаційною греблею Багнелл висотою 45 метрів та довжиною 775 метрів, яка потребувала 423 тис. м3 матеріалу. Вона утримує витягнуте по долині Осейдж на 148 км водосховище Озарк з площею поверхні 223 км2 та об'ємом 1,76 млрд м3, у якому припустиме коливання рівня в операційному режимі між позначками 199,3 та 201,2 метра НРМ.
Пригреблевий машинний зал обладнали вісьмома турбінами типу Френсіс, які при напорі у 31 метр повинні забезпечувати виробництво 678 млн кВт-год електроенергії на рік. Первісно потужність шести з них становила по 27,5 МВт, а у 2000-х ці гідроагрегати модернізували до показника у 33,5 МВт. Ще дві турбіни мають потужність по 21,5 МВт.